# Chiesa di San Pietro a Crepacore
La chiesa di San Pietro a Crepacore è una chiesa, nell'attuale comune di Torre Santa Susanna, in provincia di Brindisi, nell'agro detto di "Crepacore".

## Descrizione
L'edificio, a pianta quadrata, è stato costruito (secondo gli studiosi, fra VI e VII secolo) con blocchi in pietra locale (carparo), di taglio irregolare, probabilmente asportati, per il riuso, dai resti di un villaggio di età romana individuato in zona a seguito di recenti scavi archeologici. 
Tale elemento dà alla costruzione un aspetto esterno compatto e massiccio.
La facciata dell'edificio è caratterizzata da un portale on arco a tutto sesto sorretto da due rozze colonne; sul retro è presente una bassa abside, scandita da due lesene molto semplici e una bifora che consente l'illuminazione degli ambienti interni.
L'interno è diviso in tre navate delimitate da colonne con fusti ellenistici di reimpiego, provenienti da costruzioni di epoca romana, che sorreggono bassi archi a tutto sesto. La navata centrale è coperta da due basse cupole poste in asse, appoggiate su alti tamburi. Piccole monofore sono presenti nelle parti superiori delle pareti di ambito. Le navate laterali sono caratterizzate da rozze semi-volte rampanti.
La chiesa poggia sui resti di piccole abitazioni con muretti a secco del II-III secolo a.C.
Sulle pareti interne sono presenti pregevoli affreschi che gli studiosi collegano a due distinti filoni culturali: l'arte longobardo-beneventana nella prima campata e quella bizantina nella seconda campata e sulle pareti dell'abside.
Lungo il bordo inferiore di quest'ultima, è stata recentemente scoperta un'iscrizione dedicatoria in greco: "Questo tempio è stato edificato per la remissione dei peccati del servo di Dio... e della sua consorte Veneria e dei loro figli. Amen".
Intorno alla chiesa è stata messa alla luce una necropoli che è stata datata all'VII secolo d.C. Tale datazione consente di ipotizzare la prima costruzione della chiesa allo stesso periodo.

## Contesto storico-geografico
L'edificio si colloca lungo la via ad Lippium, ricordata in documenti notarili del 1100, la quale si distaccava dalla via Appia, diretta a Brindisi, in corrispondenza di Oria e, seguendo forse la delimitazione del cosiddetto "Limitone dei Greci", raggiungeva Lecce e da qui, tramite la via Traiana Calabra, Otranto. La via costituiva un importante asse di comunicazione della penisola salentina e lungo di essa, sono ancora presenti tracce di diversi edifici di epoca romana e successiva (terme romane di Malvindi), e a Sud di Mesagne, tempietto di San Miserino a Nord di San Donaci, reperti archeologici ritrovati presso la masseria "La Mea", a Cellino San Marco, chiesa di Santa Maria dell'Alto, in agro di Campi Salentina).

## Confronti
La datazione della chiesa si basa sulle sue caratteristiche, in mancanza di documenti storici.
Dal punto di vista architettonico, la presenza delle due cupole in asse come copertura della navata centrale si confronta con altri edifici pugliesi (la chiesa di sant'Apollinare a Rutigliano di V-VI secolo, il tempietto di Seppannibale a Fasano - datato in base agli affreschi all'VIII secolo - e la chiesa di Ognissanti di Cuti a Valenzano, datata al 1061-1078).
L'uso della bifora e la totale assenza del rosone si ritrovano nel Salento nella chiesa di San Giovanni Battista a Patù e nella chiesa di Sant'Eufemia a Specchia.